# ذهب (بعدان)

تعديل مصدري - تعديل

ذهب هي إحدى قرى عزلة حيسان بمديرية بعدان التابعة لمحافظة إب، بلغ تعداد سكانها 286 نسمة حسب تعداد اليمن لعام 2004.